# Les Soirées de l'orchestre
Les Soirées de l'orchestre est un recueil de nouvelles d'Hector Berlioz publié en 1852, après une prépublication partielle dans la Revue et gazette musicale de Paris. Réparties sur 25 soirées, ces nouvelles s'achèvent sur l'évocation d'une utopie de ville musicale, Euphonia.
Derrière la satire des travers du milieu musical dans lequel le compositeur évolue, on trouve également dans ce recueil un témoignage précieux de la société musicale de la première moitié du XIXe siècle, et des éléments éclairant l'art musical susceptible de provoquer une passion enthousiaste chez Berlioz, et par extension éclairant l'art du compositeur lui-même. Il est en cela un complément des Mémoires, du recueil d'articles À travers chants et des autres ouvrages en prose de l'écrivain accompli qu'était aussi Hector Berlioz.

## Présentation
Les Soirées de l'orchestre se présentent comme « une série de contes à la manière de Hoffmann ». Avec une écriture acerbe et pleine d'humour, Berlioz imagine un orchestre de son temps, où les musiciens, qui s'ennuient à jouer des œuvres plates et sans intérêt, passent leurs répétitions et concerts à se raconter des histoires. Le principe de ce contexte pose un jugement de valeur important sur la musique de son époque : en effet, les soirs où l'on joue le Freischütz de Weber, Don Giovanni de Mozart, Fidelio de Beethoven, Iphigénie en Tauride de Gluck, ou encore Les Huguenots de Meyerbeer, les musiciens ne parlent pas entre eux, ils se concentrent, il n'y a donc pas de nouvelle. Cependant, le texte très court de ces soirées contient généralement un élément, en relation avec le morceau joué, qui sera central dans la nouvelle suivante . Dans les soirées où l'on joue des œuvres qu'il estime médiocres (et où la présence d'une nouvelle condamne de facto l’œuvre jouée), Berlioz évoque une multitude de thèmes liés aux difficultés qu'il a pu rencontrer dans sa profession ou qui décrivent le milieu artistique, y compris avec ses défauts : attaques contre des compositeurs de génie (4ème Soirée), l'organisation de la claque dans les théâtres (7ème et 8ème Soirées), une comparaison entre Londres et Paris, peu flatteuse pour la capitale française (9ème et 10ème Soirées), la description du cadre et de plusieurs éléments de l'exposition universelle de Londres de 1851 (21ème Soirée).

## Les soirées

### Prologue
Le prologue décrit la situation bien connue d'un musicien d'orchestre jouant une œuvre longue et qui a de longs intervalles d'attente, pendant lesquels il compte ses mesures. Berlioz place ses personnages dans un théâtre du Nord de l'Europe où les musiciens comblent ces intervalles par la lecture de livres de Balzac, Dickens ou Humboldt, ou encore échangent des récits.
Les participants, en dehors du joueur de grosse caisse victime des moqueries de l'auteur, sont le chef d'orchestre, le premier violon Corsino, le chef des seconds violons Siedler, la première contrebasse Dimski, la seconde flûte Turuth, le timbalier Kleiner aîné, le premier violoncelle Kleiner jeune, le premier hautbois Dervinck, le second basson Winter, l'alto Bacon, le premier cor Moran, le troisième cor Schmidt, le garçon d'orchestre Carlo, un monsieur habitué des salles du parquet, et Berlioz lui-même, en narrateur. Avec humour, celui-ci note que Bacon « ne descend point de celui qui inventa la poudre », et que le cor s'appelle Moran.

### Première soirée
Le premier opéra, nouvelle du passé. Vincenza, nouvelle sentimentale. Vexations de Kleiner l'aîné. 

"On joue un opéra français moderne très-plat."

Un des altos fait le récit d'un échange de lettres entre Alfonso Della Viola, un célèbre compositeur de madrigaux, et son ami le sculpteur Benvenuto Cellini. La scène se passe en 1555, Della Viola est pressenti pour créer à Florence la première tragédie en musique (un opéra), mais le Grand-Duc qui l'emploie néglige de donner suite à son projet, disant qu'il a changé d'avis. Le compositeur devenu célèbre met alors en scène, quelques années plus tard, une vengeance terrible: il organise un concert où toute la population, noble et roturière, est présente, puis abandonne le concert au dernier moment, disant qu'il a, lui aussi, changé d'avis.

Dans un registre plus "sentimental et fleur bleue", la seconde flûte, Turuth, fait le récit de Vincenza, une jeune paysanne d'Albano, éperdument éprise du peintre G***. Diffamée par des tiers, elle est rejetée par lui et pense à se jeter dans le Tibre. Turuth se charge alors d'une médiation, et G*** accepte de la revoir, s'il a acquis plus de certitudes sur sa vertu. Il laissera alors sa clef sur la porte. Sinon, c'est qu'il refuse de la revoir. Turuth transmet le message mais oublie de dire à la jeune femme que G*** a changé d'atelier. Se rendant à la mauvaise adresse, Vincenza croit qu'elle est définitivement rejetée et met fin à ses jours. 

La soirée se termine sur les vexations de Kleiner l'aîné, qui met sur le même plan son malheur d'avoir perdu sa mère et celui de ne pas pouvoir boire de bavaroise au lait dans un café.

### Deuxième soirée
Le Harpiste ambulant, nouvelle du présent. Exécution d'un oratorio. Le sommeil des justes.

"Il y a concert au théâtre."
On joue un oratorio d'un "ennui froid, noir et pesant comme les murailles d'un église protestante". 
Pour réveiller son voisin altiste qui vient de s'endormir sur son épaule, le narrateur raconte un épisode de son dernier voyage en Allemagne.

### Troisième soirée
"On joue Le Freischütz de Weber". "Personne ne parle dans l'orchestre. Chacun des musiciens est occupé de sa tâche, qu'il remplit avec zèle et amour".

### Quatrième soirée
Un début dans le Freyschütz. Nouvelle nécrologique. Marescot. Étude d'équarisseur.

"On joue un opéra italien moderne très plat."

Après la mise en scène comique des retours interminables sur scène d'une soprano, officiant dans un "opéra italien moderne très plat", le narrateur, dans Un début dans le Freyschütz, tient la promesse qu'il a faite de raconter comment un squelette véritable s'est retrouvé utilisé dans des représentations de l'opéra de Paris : un garçon épicier ayant osé dénigrer le Freischütz pendant une représentation, crime qui le conduit à être éjecté de la salle par Dubouchet (étudiant en médecine et collègue du narrateur), tombe malade et meurt. Dubouchet parvient à se venger en ne le faisant pas enterrer et en faisant utiliser son squelette pendant des représentations de l'opéra de Weber.

Corsino poursuit en racontant les méfaits de Marescot, coupable d'avoir arrangé, en les transformant, des musiques célèbres de Weber pour deux flûtes, guitare ou deux flageolets, et d'en avoir tiré profit de manière très discutable .

### Cinquième soirée
L'S de Robert le Diable, nouvelle grammaticale.

"On joue un opéra français moderne très plat".

A la lecture du livret, Giacomo Meyerbeer transforme par erreur le "Nous leS tenons" d'une scène de Robert le Diable en "Nous le tenons", faisant ainsi un contresens, qu'il renforce par une instrumentation mystérieuse et railleuse. L'erreur finit cependant par être acceptée et devient la norme dans la traduction française .

### Sixième soirée
Étude astronomique, révolution du ténor autour du public. Vexation de Kleiner le jeune .

"On joue un opéra allemand moderne très plat".

Kleiner jeune lit une brochure sur les ténors: comment un ténor devient, d'un simple humain, un être de divinité. Sous couvert de raconter cette transformation, la brochure fait la liste de tout ce qui est reproché à ces chanteurs trop célèbres qui, imbus de leurs succès, se permettent des abus inacceptables.

Malgré son effort pour distraire, par sa longue lecture, les musiciens de l'orchestre, Kleiner le jeune ne peut obtenir la bavaroise au lait chaud qu'on lui avait promis.

### Septième soirée
Étude historique et philosophique. De viris illustribus urbis Romae.Une romaine. Vocabulaire de la langue des romains. 

"On joue un opéra italien moderne très plat".

Faisant remonter cette profession à l'empereur Néron, le narrateur explique le sens de ce qu'est un Romain, terme général qui désigne les claqueurs professionnels et autres jeteurs de bouquets, payés pour entraîner le public à l'approbation d'un ouvrage. Il fait la liste des différentes manières d'applaudir, avec les sons particuliers qu'elles génèrent, par exemple "le bout de la main droite frappant dans le creux de la gauche" (son aigu et retentissant), les deux mains appliquées l'une contre l'autre (sonorité sourde et vulgaire), claqueurs gantés, claqueurs frappant de leur canne sur le sol etc. 

### Huitième soirée
Romains du nouveau monde. M. Barnum. Voyage de Jenny Lind en Amérique.

"On joue un opéra italien moderne etc."

Les musiciens discutent de la banalisation des ovations et du succès connu en général par les artistes contemporains, disant que les compositeurs sont "médiocrement flattés de réussir là où personne n'échoue". Cependant, tous les pays sont distancés dans leur ardeur par le Nouveau Monde, et son enthousiasme, par exemple pour la cantatrice suédoise Jenny Lind, enthousiasme cependant fortement exagéré par Corsino. On apprend que de fortes sommes d'argent sont dépensées pour obtenir une claque efficace. Toutes ces magnificences trouvent cependant une fin dans le mariage de la cantatrice.

### Neuvième soirée
L'opéra de Paris. Les théâtres lyriques de Londres. Étude morale.

"On joue un opéra-comique français, etc. ; suivi d’un ballet italien, également, etc."

Le narrateur, pressé de parler de l'opéra de Paris, le compare au héron de la fable, tantôt immobile, "dormant sur une patte", tantôt marchant d'un air agité, l'air perdu.
Il estime que le succès d'un établissement comme l'opéra de Paris devrait dépendre de deux éléments, de belles compositions par des grands compositeurs ou des compositeurs habiles, et une interprétation excellente, "vivante et belle aussi, et chaleureuse, et délicate, et fidèle, et grandiose, et brillante, et animée". Or, selon lui, l'opéra est au contraire animé par la passion de la médiocrité : platitude, pâleur, tiédeur, qui selon le narrateur réussissent à faire devenir médiocres les meilleurs des instrumentistes et chanteurs. Trop de répétitions, utilisation décalée de certains instruments comme la grosse caisse, chœurs composés de chanteurs de mauvaise qualité, etc.

Par comparaison, l'opéra de Londres tombe dans l'excès inverse et monte les œuvres tellement vite que de multiples défaut se font entendre.

Cependant, le pire, pour le narrateur, est l'habitude qu'a l'opéra de Paris de transformer et donc défigurer les grandes partitions du répertoire.

### Dixième soirée
Quelques mots sur l'état présent de la musique, ses défauts, ses malheurs et ses chagrins. L'institution du tack. Une victime du tack.

"On joue un opéra français, etc., etc."

Le narrateur lit une brochure sur l'état actuel de la musique en France. Composée sur un ton satirique, la brochure compare la musique à une créature vulgaire : "Pâle et ridée, vous en êtes venue à vous peindre le visage en bleu, en blanc et en rouge, comme une sauvagesse. Bientôt, vous vous barbouillerez de noir les paupières et vous porterez des anneaux d'or au nez.(...) Vous ne vocalisez plus, vous vociférez." La Musique personnifiée se plaint alors de ne plus susciter dans le public qu'une indifférence outrageante, et que tous les acteurs des créations musicales dramatiques se soucient d'à peu près tout, sauf d'elle.

Le narrateur décrit ensuite l'institution du tack qui est un coup très sonore donné par le chef d'orchestre avec sa baguette sur le haut de la carapace du souffleur, qui est placé près de lui. La résonance du coup de baguette est insupportable pour le souffleur, et il fait rembourrer sa carapace pour étouffer le son, mais un soir de représentation de Robert le Diable, le chef d'orchestre Habeneck tape sur la paroi latérale de la carapace, produisant un son encore plus fort et résonant. Le souffleur, très affecté par ce mauvais traitement, tombe alors malade et meurt.

### Onzième soirée
L’œuvre jouée (La Vestale, de Spontini) bouleverse les musiciens. "Personne ne parle".

### Douzième soirée
Le suicide par enthousiasme, nouvelle vraie.

"On joue un opéra italien, etc., etc."

Le suicide par enthousiasme met en scène Adolphe D***, premier violon dans un orchestre du midi de la France, et animé pour Glück d'une passion exclusive. Il est cependant confronté à la musique de Spontini, qu'il découvre avec émerveillement, mais dont il découvre aussi, horrifié, qu'on la transforme et la mutile sans pitié. Tombé amoureux d'une chanteuse et pianiste, Hortense, qui lui a menti en lui demandant modestement des leçons alors qu'elle ne voulait que satisfaire sa curiosité en faisant sa connaissance, il la surprend dans une attitude de mépris vis-à-vis de la Vestale, et la quitte définitivement, furieux. Diverses péripéties l'amènent à Paris pour entendre enfin cet opéra joué convenablement. Son enthousiasme est si intense et délirant, et il se sent si seul au monde dans sa passion de cette musique qu'il se donne finalement la mort. Mais Hortense, à la découverte publique de son cadavre, détourne son tragique sacrifice en prétendant qu'il s'est donné la mort pour elle, profitant ainsi de cette publicité avantageuse.

### Treizième soirée
Spontini, esquisse biographique.

"On joue un Opéra-Comique français, très, etc."

Le narrateur étant un admirateur passionné de Spontini, il en fait une courte biographie : Gaspard Spontini naît le 14 novembre 1779 à Majolati, et fait ses études musicales au Conservatoire della Pieta de Naples. Influencé, selon le narrateur, par les oeuvres de Glück, Méhul et Cherubini, il exploite "par instinct" les effets des masses vocales et orchestrales, et le jeu varié des modulations, ce qui lui vaut d'être à Paris considéré avec indifférence ou même hostilité. Conservant cependant la protection de l'impératrice Joséphine, il se voit confier le livret de La Vestale, mais il est confronté à des résistances farouches. Lors de la création de l'oeuvre, une cabale est montée contre lui : on doit rire et bailler en entendant sa musique, et les conspirateurs prévoient de se coiffer d'un bonnet de nuit et de faire mine de s'endormir. Cependant l'oeuvre finit par déchaîner une "tempête d'enthousiasme". Berlioz justifie cet accueil passionné par plusieurs exemples de ce qu'il considère comme de particulières réussites : l'air de Julia, le duo des amants, l'entrée du peuple et des prêtres dans le temple dans le finale, etc. Il fait remarquer l'usage très maîtrisé de l'orchestre, et, dans la stretta, une intelligente utilisation des voix d'hommes divisées en deux groupes de six parties, dont trois se font entendre à la fois. Berlioz fait aussi remarquer que l'exécution de la Vestale demande des qualités hors du commun : chez les chanteurs par exemple, des voix puissantes et une capacité à être aussi un grand acteur de théâtre, un grand tragédien; chez les musiciens, un orchestre et un chef doués de puissance. Berlioz dénonce aussi avec énergie les "corrections" que l'opéra doit subir lors de représentations ultérieures. Il décrit enfin avec admiration les innovations harmoniques du compositeur dans la musique dramatique, comme des modulations étrangères au ton principal, et des modulations enharmoniques, "revirement inattendu de la tonalité".

### Quatorzième soirée
Les opéras se suivent et se ressemblent. La question du beau. La Marie Stuart de Schiller.Une visite à Tom Pouce, nouvelle invraisemblable.

"On joue un opéra, etc., etc., etc., etc., intitulé L’ENCHANTEUR MERLIN".

Corsino, le premier violon, prend la parole pour dire que les opéras se suivent mais ne se ressemblent pas. Certains sont comme les journées d'été, lumineuses et pleines de chaleur, d'autres comme les journées d'orage, d'autres comme les ennuyeux jours de pluie, etc. Et cela sans avoir parfois de motifs rationnels pour expliquer cette différence. 

Le narrateur dit alors que le Beau est subjectif, que certaines œuvres géniales sont parfois huées, alors que d'autres, médiocres, trouvent des défenseurs: "(...) j’en suis venu à trouver des gens qui préféraient à la lune un réverbère au gaz, et au réverbère la lanterne du chiffonnier. (...) Il n’est si vilain pot qui ne trouve son couvercle. "

Après une discussion sur la pièce de Schiller, Marie Stuart, Schmidt, le troisième cor, prend la parole pour raconter la visite qu'un provincial fait à Tom Pouce, un musicien tout petit en public mais grand lorsque, chez lui, il se "met à son aise".

### Quinzième soirée
"On joue Fidelio de Beethoven".

### Seizième soirée
Études musicales et phrénologiques. Les cauchemars. Les puritains de la musique religieuse. Paganini, esquisse biographique.

"On donne au théâtre un concert mêlé de médiocre et de mauvaise musique (...) Les conversations sont, en conséquence, fort animées sur tous les points de l’orchestre. Quelques musiciens dessinent."

Corsino définit les compositions-cauchemars comme  des mauvaises musiques qu'on évite en allant se promener loin du lieu du concert, attendant qu'elles soient terminées. Mais il y a aussi les hommes-cauchemars: orateurs, vieux théoriciens, découvreurs d'anciens manuscrits, défenseurs des règles de la fugue, adorateurs exclusifs, mères d'enfants prodiges... Puis ils se lance dans un réquisitoire des défenseurs de la pureté dans la musique religieuse, qu'il définit comme une secte.
Cependant, le concert se déroule et une œuvre de Paganini est au programme. Le narrateur exprime alors son extrême admiration pour le compositeur prolifique et le virtuose qu'était le célèbre violoniste.

### Dix-septième soirée
"On joue Le Barbier de Séville de Rossini".

### Dix-huitième soirée
Accusation portée contre la critique de l'auteur. Sa défense. Réplique de l'avocat général. Pièces à l'appui. Analyse du phare. Les représentants sous-marins. Analyse de Diletta. Idylle. Le piano enragé.

" On représente pour la première fois un opéra allemand très, etc."

Corsino attaque durement le narrateur pour la méchanceté des moyens employés contre ce que le narrateur considère comme de mauvais compositeurs ou auteurs de livrets : il singe par exemple le rythme employé dans les livrets, ridiculisant ainsi, sans le dire expressément, les auteurs. Le narrateur se défend : "Après avoir entendu un orgue de Barbarie vous jouer le même air pendant une heure, ne finissez-vous pas par chanter cet air malgré vous, si laid qu’il soit ?". Pour lui, le travail du critique est pénible parce qu'il doit critiquer quand il ne le voudrait pas, quand l'œuvre à critiquer est inintelligible ou mauvaise. Corsino, peu impressionné, veut alors convaincre ses collègues de la cruauté du narrateur en lisant trois de ses critiques, celles de Pigeon Vole, de Castil-Blaze (critique qui sera ensuite supprimée dans l'édition de 1854), du Phare, et de l'opéra Diletta. Ces deux derniers articles sont datées respectivement du 27 décembre 1849 et du 22 juillet 1850. L'analyse de Diletta est incomplète, selon l'éditeur.
 Idylle est le récit d'une conversation entre le narrateur et une petite fille handicapée qu'il rencontre à l'église, et qu'il trouve d'abord charmante, pour ensuite découvrir qu'elle maltraite les animaux sur lesquels elle peut mettre la main.

Le piano enragé, récit quasi fantastique, part du fait que M.Érard a prêté, pour le concours de piano du Conservatoire, un très bel instrument neuf, dont il pense que participer au concours permettra de le roder. Mais dix-huit femmes et treize hommes doivent jouer, pour ce concours, le concerto en sol mineur de Mendelsshohn. Le piano se voit donc être utilisé pour trente et une fois le même concerto: très dur au début, il finit par être si doux qu'il joue même tout seul, et personne ne peut plus l'arrêter.

### Dix-neuvième soirée
"On joue Don Giovanni de Mozart".

### Vingtième soirée
Glanes historiques, susceptibilité singulière de Napoléon, sa sagacité musicale. Napoléon et Lesueur. Napoléon et la république de San-Marino.

"On joue un opéra, etc., etc., etc. Tout le monde parle."

Corsino raconte des anecdotes sur Napoléon. Malgré son ignorance de la musique, celui-ci fait preuve de discernement lors d'un concert où l'on essaie de lui faire passer un air de Generali pour du Paisiello, qu'il connait bien et apprécie beaucoup: il n'est pas dupe de la supercherie.

Une autre anecdote, cette fois du narrateur, raconte comment Lesueur reçut de l'Empereur, en signe d'admiration, une boîte en or avec l'inscription "L'Empereur des Français à l'auteur des Bardes". 
Enfin, Corsino reprend la parole pour raconter la reconnaissance, par Napoléon, de la République de San Marino.

### Vingt-et-unième soirée
Études musicales. Les enfants de charité à l'église de Saint-Paul de Londres, chœur de 6500 voix. Le Palais de Cristal à sept heures du matin. La chapelle de l'empereur de Russie. Institutions musicales de l'Angleterre. Les Chinois chanteurs et instrumentistes à Londres; les Indiens; l'Highlander; les Noirs des rues.

Occupant une fonction de juré pendant l' Exposition universelle de 1851, Berlioz est à Londres en juin de cette année-là, et raconte aux musiciens de l'orchestre ce qu'il y a vu et entendu. 

Il assiste par exemple au concert annuel de charité en faveur des enfants pauvres, qui a lieu dans la cathédrale Saint-Paul. Jeunes garçons et filles y forment un chœur de 6500 voix, accompagné d'un orgue,et  d'une puissance qui émeut fortement le compositeur, d'autant qu'il peut constater l'effet des structures de l'immense bâtiment sur l'acoustique finale du psaume chanté (All people that on earth do dwell de William Kethe). Il imagine alors l'équivalent à Paris : le Panthéon, qui pourrait contenir 5000 auditeurs, un chœur de 1500 enfants, 500 femmes, 2000 hommes, un orchestre de 300 ou 400 musiciens, à qui serait confiée "une belle œuvre, écrite dans le style convenable à de tels moyens, sur un sujet où la grandeur est unie à la noblesse". Puis il décrit le Palais des Expositions au début du jour, avant que ses fonctions de juré ne reprennent.

Le narrateur décrit ensuite les institutions symphoniques et chorales de l'Angleterre, auxquelles il trouve de nombreuses qualités, et qu'il estime supérieures aux françaises. Il imagine alors ce que pourrait donner leur transposition en France, au Panthéon : 1500 enfants musiciens, cinq cent femmes, deux mille hommes, trois ou quatre cent instruments. Et pour eux, une œuvre monumentale. 

Le chœur de la chapelle de l'empereur de Russie déclenche également son enthousiasme par son excellence technique, manifeste par la pose des voix et la manière d'exécuter les notes soutenues. Il est composé de 80 choristes, hommes et enfants, les voix graves descendant jusqu'au la au-dessous de la portée en clef de fa. Ils chantent a capella, le rituel orthodoxe n'acceptant pas d'instrument dans les églises. Ils peuvent interpréter des polyphonies à quatre, six et huit voix. 

La description des diverses musiques asiatiques qu'entend le narrateur ne déclenche par contre chez lui que mépris et hilarité. Pour lui, ce n'est pas de la musique, ce n'est qu'un charivari, plus ou moins faux. Il pense cependant déterminer que l'échelle musicale utilisée est la même que celle qu'il utilise lui-même en Occident, ce qui était une de ses interrogations.

### Vingt-deuxième soirée
"On joue Iphigénie en Tauride de Gluck".

### Vingt-troisième soirée
Glück et les conservatoriens de Naples, mot de Durante.

"On joue un, etc., etc., etc."

Les musiciens sont émus de la dernière représentation d'Iphigénie en Tauride, discutent de l'audace harmonique de la péroraison d'un air de cet opéra, louée par Durante, un professeur d'écriture, et sont scandalisés que de meilleurs chanteurs n'aient pas été enrôlés pour l'interprétation, alors que pour l'opéra du jour les décors ont coûté très cher. "Aux laides femmes le luxe des atours. La nudité ne convient qu’aux déesses.", conclut le narrateur.

### Vingt-quatrième soirée
"On joue Les Huguenots de Meyerbeer".

### Vingt-cinquième soirée
Euphonia, ou la ville musicale.
"On joue, etc., etc., etc., etc."

Euphonia, ou la ville musicale, est une nouvelle d'anticipation qui décrit une petite ville allemande utopique dont la population est exclusivement occupée à faire de la musique sous toutes ses formes. Le texte est écrit sous forme d'échanges de lettres, de récits et de dialogues.

### Premier épilogue
Le dîner de l’étrier. — Toast de Corsino. — Toast du chef d’orchestre. — Toast de Schmidt. — Toast de l’auteur. — Fin des vexations des frères Kleiner.

### Deuxième épilogue
Lettre de Corsino à l'auteur. Réponse de l'auteur à Corsino. Beethoven et ses trois styles. Inauguration de la statue de Beethoven à Bonn. Biographie de Méhul. Encore Londres. Purcell’s Commemoration. La chapelle de St-James. Mme Sontag. Suicide d’un ennemi des arts. Mot de Henri Heine. Une fugue de Rossini. La philosophie de Falstaff. M. Conestabile, sa vie de Paganini. Vincent Wallace, ses aventures à la Nouvelle Zélande. Les fautes d’impression. Fin.

## Publication et critiques
Sous des formes plus ou moins abouties, la plupart des Soirées de l'Orchestre sont publiées longtemps avant leur réunion dans le recueil, sous forme de feuilletons dans diverses revues, dont La Gazette musicale, Les Débats et L'Europe Littéraire. Alors qu'Un début dans le Freyschütz a été réduite, Euphonia et  L'Institution du Tack ont été au contraire développées. La prépublication du recueil s'étend elle-même sur cinq numéros de la Revue et gazette musicale de Paris de 1852, du 19 septembre au 17 octobre. Puis l'ouvrage est publié en décembre chez Michel Lévy, et reçoit un bon accueil critique.
En 1979, Michel Le Bris propose « à qui voudrait goûter le talent de Berlioz écrivain, à qui voudrait saisir l'expression la plus parfaite, peut-être, de l'« esprit romantique » […] avant l'obligatoire visite du monument désormais historique de ces Mémoires, un détour « à travers chants » vers une sorte de miraculeux chef-d'œuvre de cocasserie et de gravité mêlées, à peu près inconnu du public, s'il fait les délices des happy few — je veux parler, bien sûr, des Soirées de l'orchestre ». La réédition de 2012 (ed. Symétrie) est qualifiée de "jubilatoire" par Jean-Christophe Le Toquin.

### Éditions
- Hector Berlioz, Les Soirées de l'orchestre, Paris, Calmann Lévy, 1878, 3e éd. (1re éd. 1852), 428 p. (lire en ligne).
- Hector Berlioz et Léon Guichard (éd.), Les Soirées de l'orchestre, Paris, Gründ, 1968, 649 p. (ISBN 2-7000-2102-9)Édition « du centenaire », avec une préface d'Henry Barraud.
- Hector Berlioz et Alain Galliari (notes et postface), Le Suicide par enthousiasme, et autres nouvelles, Paris, L'arche, 1995, 141 p. (ISBN 2-85181-365-X)Texte des éditions originales de cinq nouvelles des Soirées de l'orchestre.
- Hector Berlioz et Bruno Messina (préface), Les Soirées de l'orchestre, Paris, Éditions Symétrie, 2012, 450 p. (ISBN 978-2-914373-89-0)En collaboration avec le Palazzetto Bru Zane - Centre de musique romantique française.

### Monographies
- Pierre Citron, Cahiers Berlioz no 4, Calendrier Berlioz, La Côte-Saint-André, Musée Hector-Berlioz, 2000 (ISSN 0243-3559)
- Pierre-René Serna, Berlioz de B à Z, Paris, Van de Velde, 2006, 264 p. (ISBN 2-85868-379-4)

### Articles
- Michel Le Bris, « Chronique », Le Nouvel Observateur,‎ 24 septembre 1979